# Grekland i olympiska sommarspelen 2008
Grekland i olympiska sommarspelen 2008 bestod av 156 idrottare som blivit uttagna av Greklands olympiska kommitté.

## Medaljer
| Medalj | Namn                                                   | Sport     | Gren                              |
| ------ | ------------------------------------------------------ | --------- | --------------------------------- |
| 2      | Dimitrios Mougios Vasileios Polymeros                  | Rodd      | Herrarnas lättvikts-dubbelsculler |
| 2      | Alexandros Nikolaidis                                  | Taekwondo | Tungvikt +80kg                    |
| 3      | Hrysopiyí Devetzí                                      | Friidrott | Damernas tresteg                  |
| 3      | Sofia Bekatorou Virginia Kravarioti Sofia Papadopoulou | Segling   | Damernas yngling                  |

## Basketboll
- Huvudartikel: Basketboll vid olympiska sommarspelen 2008
- Herrar

| Lag      | V | F | PF  | PA  | PDiff | Poäng |
| -------- | - | - | --- | --- | ----- | ----- |
| USA      | 5 | 0 | 515 | 354 | +161  | 10    |
| Spanien  | 4 | 1 | 418 | 369 | +49   | 9     |
| Grekland | 3 | 2 | 415 | 375 | +40   | 8     |
| Kina     | 2 | 3 | 366 | 400 | -34   | 7     |
| Tyskland | 1 | 4 | 330 | 390 | -60   | 6     |
| Angola   | 0 | 5 | 321 | 477 | -156  | 5     |

| 2008-08-10 |          |          |
| Spanien    | 81 – 66  | Grekland |
| 2008-08-12 |          |          |
| Grekland   | 87 – 64  | Tyskland |
| 2008-08-14 |          |          |
| USA        | 92 – 69  | Grekland |
| 2008-08-16 |          |          |
| Grekland   | 102 – 61 | Angola   |
| 2008-08-18 |          |          |
| Grekland   | 91 – 77  | Kina     |

|  | Kvartsfinal | Kvartsfinal | Kvartsfinal |         |         | Semifinal | Semifinal | Semifinal |            |            | Final      | Final      | Final |
|  |             |             |             |         |         |           |           |           |            |            |            |            |       |
|  | A2          | Argentina   | 80          |         |         |           |           |           |            |            |            |            |       |
|  | B3          | Grekland    | 78          |         |         |           |           |           |            |            |            |            |       |
|  | B3          | Grekland    | 78          |         | A2      | Argentina | 81        |           |            |            |            |            |       |
|  |             |             |             |         | A2      | Argentina | 81        |           |            |            |            |            |       |
|  |             | B1          | USA         | 101     |         |           |           |           |            |            |            |            |       |
|  | B1          | B1          | USA         | 101     | USA     | 116       |           |           |            |            |            |            |       |
|  | B1          |             |             |         | USA     | 116       |           |           |            |            |            |            |       |
|  | A4          | Australien  | 85          |         |         |           |           |           |            |            |            |            |       |
|  |             |             |             |         |         |           |           |           |            |            | B1         | USA        | 118   |
|  |             |             | B2          | Spanien | 107     |           |           |           |            |            |            |            |       |
|  | B2          | Spanien     | 72          |         |         |           |           |           |            |            |            |            |       |
|  | A3          | Kroatien    | 59          |         |         |           |           |           |            |            |            |            |       |
|  | A3          | Kroatien    | 59          |         | B2      | Spanien   | 91        |           | Bronsmatch | Bronsmatch | Bronsmatch | Bronsmatch |       |
|  |             |             |             |         | B2      | Spanien   | 91        |           | Bronsmatch | Bronsmatch | Bronsmatch | Bronsmatch |       |
|  |             | A1          | Litauen     | 86      |         |           |           |           |            |            |            |            |       |
|  | A1          | A1          | Litauen     | 86      | Litauen | 94        |           | A2        | Argentina  | 87         |            |            |       |
|  | A1          |             |             |         | Litauen | 94        |           | A2        | Argentina  | 87         |            |            |       |
|  | B4          | Kina        | 68          |         |         |           |           |           |            |            | A1         | Litauen    | 75    |

## Bordtennis
- Huvudartikel: Bordtennis vid olympiska sommarspelen 2008
- Singel, herrar

| Idrottare         | Gren   | Grundomgång          | Omgång 1             | Omgång 2             | Omgång 3             | Omgång 4             | Kvartsfinal          | Semifinal            | Final                |
| Idrottare         | Gren   | Motståndare Resultat | Motståndare Resultat | Motståndare Resultat | Motståndare Resultat | Motståndare Resultat | Motståndare Resultat | Motståndare Resultat | Motståndare Resultat |
| ----------------- | ------ | -------------------- | -------------------- | -------------------- | -------------------- | -------------------- | -------------------- | -------------------- | -------------------- |
| Panagiotis Gionis | Singel |                      | Tsuboi (BRA) W 4-0   | Ko (HKG) L 3-4       | Gick inte vidare     | Gick inte vidare     | Gick inte vidare     | Gick inte vidare     | Gick inte vidare     |
| Kalinikos Kreanga | Singel |                      |                      |                      | Mizutani (JPN) W 4-1 | Ma (CHN) L 0-4       | Gick inte vidare     | Gick inte vidare     | Gick inte vidare     |

- Lag, herrar

| Lag        | Poäng | Matcher | Vinster | Förluster | GW | GL |
| ---------- | ----- | ------- | ------- | --------- | -- | -- |
| Kina       | 6     | 3       | 3       | 0         | 9  | 0  |
| Österrike  | 5     | 3       | 2       | 1         | 6  | 3  |
| Grekland   | 4     | 3       | 1       | 2         | 3  | 6  |
| Australien | 3     | 3       | 0       | 3         | 0  | 9  |

13 augusti
| Kina | 3–0 | Grekland |

14 augusti
| Österrike | 3–0 | Grekland   |
| Grekland  | 3–0 | Australien |

## Boxning
- Huvudartikel: Boxning vid olympiska sommarspelen 2008

| Tävlande       | Viktklass | Sextondelsfinal           | Åttondelsfinal       | Kvartsfinal          | Semifinal            | Final                |
| Tävlande       | Viktklass | Motståndare Resultat      | Motståndare Resultat | Motståndare Resultat | Motståndare Resultat | Motståndare Resultat |
| -------------- | --------- | ------------------------- | -------------------- | -------------------- | -------------------- | -------------------- |
| Georgios Gazis | Medelvikt | Saliku Biembe (COD) W 7:2 | Góngora (ECU) L 1:12 | Gick inte vidare     | Gick inte vidare     | Gick inte vidare     |
| Elias Pavlidis | Tungvikt  |                           | Gajović (MNE) W 7:3  | Acosta (CUB) L 4:7   | Gick inte vidare     | Gick inte vidare     |

## Brottning
- Huvudartikel: Brottning vid olympiska sommarspelen 2008

| Tävlande                | Gren                                | Kvalifikation        | 1/8 Final            | Kvartsfinal          | Semifinal            | Återkval 1           | Återkval 2           | Final                | Placering        |
| Tävlande                | Gren                                | Motståndare Resultat | Motståndare Resultat | Motståndare Resultat | Motståndare Resultat | Motståndare Resultat | Motståndare Resultat | Motståndare Resultat | Placering        |
| ----------------------- | ----------------------------------- | -------------------- | -------------------- | -------------------- | -------------------- | -------------------- | -------------------- | -------------------- | ---------------- |
| Emzarios Bentinidis     | Fristil, weltervikt                 |                      | Gentry (CAN) W 4-1   | Tigiev (UZB) L 0-2   | Gick inte vidare     |                      | Ştefan (ROU) L 3-2   | Gick inte vidare     | Gick inte vidare |
| Panagiotis Papadopoulos | Grekisk-romersk stil, supertungvikt | Liu (CHN) L 1-4      | Gick inte vidare     | Gick inte vidare     | Gick inte vidare     | Gick inte vidare     | Gick inte vidare     | Gick inte vidare     | Gick inte vidare |
| Theodoros Tounousidis   | Grekisk-romersk stil, tungvikt      |                      | Nozadze (GEO) L 3-3  | Gick inte vidare     | Gick inte vidare     | Gick inte vidare     | Gick inte vidare     | Gick inte vidare     | Gick inte vidare |

## Bågskytte
- Huvudartikel: Bågskytte vid olympiska sommarspelen 2008

- Damer

| Namn             | Gren         | Rankingrunda | Rankingrunda | 32-delsfinal               | 16-delsfinal                           | 8-delsfinal              | Kvartsfinal      | Semifinal        | Final            | Final            |
| Namn             | Gren         | Poäng        | Seed         | Resultat                   | Resultat                               | Resultat                 | Resultat         | Resultat         | Resultat         | Plats            |
| ---------------- | ------------ | ------------ | ------------ | -------------------------- | -------------------------------------- | ------------------------ | ---------------- | ---------------- | ---------------- | ---------------- |
| Evangelia Psarra | Individuellt | 613          | 50           | Ling (CHN) (15) L 101-110  | Gick inte vidare                       | Gick inte vidare         | Gick inte vidare | Gick inte vidare | Gick inte vidare | Gick inte vidare |
| Elpida Romantzi  | Individuellt | 614          | 49           | Şatır (TUR) (16) W 105-103 | Esebua (GEO) (17) W 102 (+10)-102 (+9) | Park (KOR) (1) L 103-115 | Gick inte vidare | Gick inte vidare | Gick inte vidare | Gick inte vidare |

## Cykling
- Huvudartikel: Cykling vid olympiska sommarspelen 2008

### Bancykling
Sprint
| Cyklist                                                        | Gren                | Kvalificering | Kvalificering | 1/16-final (uppsamling)   | 1/8-final (uppsamling)    | Kvartsfinal               | Semifinal                 | Final (5-12:e plats)      | Final (5-12:e plats) |
| Cyklist                                                        | Gren                | Tid Hastighet | Placering     | Motståndare Tid Hastighet | Motståndare Tid Hastighet | Motståndare Tid Hastighet | Motståndare Tid Hastighet | Motståndare Tid Hastighet | Placering            |
| -------------------------------------------------------------- | ------------------- | ------------- | ------------- | ------------------------- | ------------------------- | ------------------------- | ------------------------- | ------------------------- | -------------------- |
| Vasileios Reppas                                               | Herrarnas sprint    | 10.966        | 20            | Gick inte vidare          | Gick inte vidare          | Gick inte vidare          | Gick inte vidare          | Gick inte vidare          | 20                   |
| Athanasios Mantzouranis Vasileios Reppas Panagiotis Voukelatos | Herrarnas lagsprint | 45.645        | 10            |                           |                           | Gick inte vidare          |                           | Gick inte vidare          | 10                   |

Keirin
| Cyklist                 | Gren             | 1:a omgången | Uppsamling | 2:a omgången     | Finals (7-12:e plats) |
| Cyklist                 | Gren             | Placering    | Placering  | Placering        | Placering             |
| ----------------------- | ---------------- | ------------ | ---------- | ---------------- | --------------------- |
| Athanasios Mantzouranis | Herrarnas keirin | 5 R          | 3          | Gick inte vidare | Gick inte vidare      |
| Christos Volikakis      | Herrarnas keirin | 5 R          | 2          | Gick inte vidare | Gick inte vidare      |

## Friidrott
- Huvudartikel: Friidrott vid olympiska sommarspelen 2008

Förkortningar
- Noteringar – Placeringarna avser endast löparens eget heat
- Q = Kvalificerad till nästa omgång
- q = Kvalificerade sig till nästa omgång som den snabbaste idrottaren eller, i fältgrenarna, via placering utan att uppnå kvalgränsen.
- NR = Nationellt rekord
- N/A = Omgången ingick inte i grenen
- Bye = Idrottaren behövde inte delta i denna omgång

Herrar
Bana och landsväg
| Idrottare                                                                              | Gren       | Heat     | Heat      | Kvartsfinal | Kvartsfinal | Semifinal | Semifinal | Final            | Final            |
| Idrottare                                                                              | Gren       | Resultat | Placering | Resultat    | Placering   | Resultat  | Placering | Resultat         | Placering        |
| -------------------------------------------------------------------------------------- | ---------- | -------- | --------- | ----------- | ----------- | --------- | --------- | ---------------- | ---------------- |
| Konstadinos Douvalidis                                                                 | 110 m häck | 13.49    | 1 Q       | 13.46       | 4 q         | 13.55     | 5         | Gick inte vidare | Gick inte vidare |
| Periklis Iakovakis                                                                     | 400 m häck | 49.50    | 2 Q       | i.u.        | i.u.        | 48.69     | 4 Q       | 49.96            | 8                |
| Konstadinos Stefanopoulos                                                              | 50 km gång | i.u.     | i.u.      | i.u.        | i.u.        | i.u.      | i.u.      | 4:07:53          | 37               |
| Konstadinos Anastasiou Stylianos Dimotsios Dimitrios Gravalos Pantelis Melachroinoudis | 4 x 400 m  | 3:04.30  | 7         | i.u.        | i.u.        | i.u.      | i.u.      | Gick inte vidare | Gick inte vidare |

Fältgrenar
| Idrottare                | Gren          | Kval    | Kval      | Final            | Final            |
| Idrottare                | Gren          | Distans | Placering | Distans          | Placering        |
| ------------------------ | ------------- | ------- | --------- | ---------------- | ---------------- |
| Konstadinos Baniotis     | Höjdhopp      | 2.10    | 37        | Gick inte vidare | Gick inte vidare |
| Alexandros Papadimitriou | Släggkastning | 74.33   | 18        | Gick inte vidare | Gick inte vidare |
| Ioannis-Georgios Smalios | Spjutkastning | 71.87   | 27        | Gick inte vidare | Gick inte vidare |
| Mihail Stamatoyiannis    | Kulstötning   | 18.45   | 36        | Gick inte vidare | Gick inte vidare |
| Louis Tsatoumas          | Längdhopp     | 8.27    | 1 Q       | NM               | —                |
| Dimitrios Tsiamis        | Tresteg       | 16.65   | 23        | Gick inte vidare | Gick inte vidare |

Damer
Bana & landsväg
| Idrottare            | Gren           | Heat     | Heat      | Semifinal        | Semifinal        | Final            | Final            |
| Idrottare            | Gren           | Resultat | Placering | Resultat         | Placering        | Resultat         | Placering        |
| -------------------- | -------------- | -------- | --------- | ---------------- | ---------------- | ---------------- | ---------------- |
| Eleni Donta          | Maraton        | i.u.     | i.u.      | i.u.             | i.u.             | 2:46:44          | 60               |
| Dimitra Dova         | 400 m          | 52.69    | 5         | Gick inte vidare | Gick inte vidare | Gick inte vidare | Gick inte vidare |
| Konstantina Efentaki | 1 500 m        | 4:15:02  | 10        | i.u.             | i.u.             | Gick inte vidare | Gick inte vidare |
| Irini Kokkinariou    | 3 000 m hinder | 10:22.39 | 15        | i.u.             | i.u.             | Gick inte vidare | Gick inte vidare |
| Flora Redoumi        | 100 m häck     | 13.56    | 7         | Gick inte vidare | Gick inte vidare | Gick inte vidare | Gick inte vidare |
| Athanasia Tsoumeleka | 20 km gång     | i.u.     | i.u.      | i.u.             | i.u.             | 1:27:54          | DSQ              |
| Evaggelia Xinou      | 20 km gång     | i.u.     | i.u.      | i.u.             | i.u.             | 1:32:19          | 25               |
| Despina Zapounidou   | 20 km gång     | i.u.     | i.u.      | i.u.             | i.u.             | 1:39:11          | 41               |

Fältgrenar
| Idrottare              | Gren           | Kval  | Kval      | Final            | Final            |
| Idrottare              | Gren           | Längd | Placering | Längd            | Placering        |
| ---------------------- | -------------- | ----- | --------- | ---------------- | ---------------- |
| Hrysopiyi Devetzi      | Längdhopp      | 6.57  | 14        | Gick inte vidare | Gick inte vidare |
| Hrysopiyi Devetzi      | Tresteg        | 14.92 | 2 Q       | 15.23            | 3                |
| Dorothea Kalpakidou    | Diskuskastning | 53.00 | 35        | Gick inte vidare | Gick inte vidare |
| Nikoleta Kyriakopoulou | Stavhopp       | 4.15  | 27        | Gick inte vidare | Gick inte vidare |
| Savva Lika             | Spjutkastning  | 59.11 | 15        | Gick inte vidare | Gick inte vidare |
| Stiliani Papadopoulou  | Släggkastning  | 69.36 | 12 q      | 64.97            | 11               |
| Alexandra Papageorgiou | Släggkastning  | 66.72 | 28        | Gick inte vidare | Gick inte vidare |
| Athanasia Perra        | Tresteg        | NM    | —         | Gick inte vidare | Gick inte vidare |
| Afroditi Skafida       | Stavhopp       | 4.30  | 16        | Gick inte vidare | Gick inte vidare |
| Antonia Stergiou       | Höjdhopp       | 1.85  | 24        | Gick inte vidare | Gick inte vidare |
| Irini Terzoglou        | Kulstötning    | 16.50 | 26        | Gick inte vidare | Gick inte vidare |

Kombinerade grenar – Sjukamp
| Mångkampare     | Gren     | 100H  | HJ   | SP    | 200 m | LJ   | JT    | 800 m   | Final | Placering |
| --------------- | -------- | ----- | ---- | ----- | ----- | ---- | ----- | ------- | ----- | --------- |
| Argyro Strataki | Resultat | 14.05 | 1.68 | 13.22 | 25.47 | 5.97 | 45.20 | 2:14.57 | 5893  | 24        |
| Argyro Strataki | Poäng    | 971   | 830  | 742   | 844   | 840  | 767   | 899     | 5893  | 24        |

## Gymnastik
- Huvudartikel: Gymnastik vid olympiska sommarspelen 2008

### Artistisk gymnastik
Herrar
| Gymnast       | Gren | Kval    | Kval    | Kval    | Kval    | Kval    | Kval    | Kval   | Kval      | Final            | Final            | Final            | Final            | Final            | Final            | Final            | Final            |
| Gymnast       | Gren | Redskap | Redskap | Redskap | Redskap | Redskap | Redskap | Totalt | Placering | Redskap          | Redskap          | Redskap          | Redskap          | Redskap          | Redskap          | Totalt           | Placering        |
| Gymnast       | Gren | F       | PH      | R       | V       | PB      | HB      | Totalt | Placering | F                | PH               | R                | V                | PB               | HB               | Totalt           | Placering        |
| ------------- | ---- | ------- | ------- | ------- | ------- | ------- | ------- | ------ | --------- | ---------------- | ---------------- | ---------------- | ---------------- | ---------------- | ---------------- | ---------------- | ---------------- |
| Vlasios Maras | Hopp | i.u.    | i.u.    | i.u.    | 15.987  | i.u.    | i.u.    | 15.987 | 11        | Gick inte vidare | Gick inte vidare | Gick inte vidare | Gick inte vidare | Gick inte vidare | Gick inte vidare | Gick inte vidare | Gick inte vidare |
| Vlasios Maras | Räck | i.u.    | i.u.    | i.u.    | i.u.    | i.u.    | 13.975  | 13.975 | 60        | Gick inte vidare | Gick inte vidare | Gick inte vidare | Gick inte vidare | Gick inte vidare | Gick inte vidare | Gick inte vidare | Gick inte vidare |

Damer
| Gymnast           | Gren     | Kval    | Kval    | Kval    | Kval    | Kval   | Kval      | Final            | Final            | Final            | Final            | Final            | Final            |
| Gymnast           | Gren     | Redskap | Redskap | Redskap | Redskap | Totalt | Placering | Redskap          | Redskap          | Redskap          | Redskap          | Totalt           | Placering        |
| Gymnast           | Gren     | F       | V       | UB      | BB      | Totalt | Placering | F                | V                | UB               | BB               | Totalt           | Placering        |
| ----------------- | -------- | ------- | ------- | ------- | ------- | ------ | --------- | ---------------- | ---------------- | ---------------- | ---------------- | ---------------- | ---------------- |
| Stefani Bismpikou | Mångkamp | 13.575  | 14.225  | 14.350  | 14.475  | 56.625 | 39        | Gick inte vidare | Gick inte vidare | Gick inte vidare | Gick inte vidare | Gick inte vidare | Gick inte vidare |

### Rytmisk gymnastik
| Gymnast        | Gren         | Kval   | Kval     | Kval   | Kval   | Kval   | Kval      | Final            | Final            | Final            | Final            | Final            | Final            |
| Gymnast        | Gren         | Rep    | Tunnband | Käglor | Band   | Total  | Placering | Rep              | Tunnband         | Käglor           | Band             | Totalt           | Placering        |
| -------------- | ------------ | ------ | -------- | ------ | ------ | ------ | --------- | ---------------- | ---------------- | ---------------- | ---------------- | ---------------- | ---------------- |
| Eleni Andriola | Individuellt | 14.750 | 15.450   | 14.100 | 15.400 | 59.700 | 21        | Gick inte vidare | Gick inte vidare | Gick inte vidare | Gick inte vidare | Gick inte vidare | Gick inte vidare |

| Gymnast                                                                                                   | Gren  | Kval   | Kval                | Kval   | Kval      | Final            | Final               | Final            | Final            |
| Gymnast                                                                                                   | Gren  | 5 rep  | 3 tunnband 2 käglor | Totalt | Placering | 5 rep            | 3 tunnband 2 käglor | Total            | Placering        |
| --- | ----- | ------ | ------------------- | ------ | --------- | ---------------- | ------------------- | ---------------- | ---------------- |
| Dimitra Kafalidou Vasiliki Maniou Olga-Afroditi Pilaki Paraskevi Pleksida Ioanna Samara Nikoletta Tsagari | Trupp | 15.400 | 15.600              | 31.000 | 9         | Gick inte vidare | Gick inte vidare    | Gick inte vidare | Gick inte vidare |

## Judo
Herrar
| Idrottare             | Gren                    | Inledande omgång     | Sextondelsfinal            | Åttondelsfinal           | Kvartsfinal          | Semifinal            | Återkval 1             | Återkval 2           | Återkval 3           | Final / BM           | Final / BM       |
| Idrottare             | Gren                    | Motståndare Resultat | Motståndare Resultat       | Motståndare Resultat     | Motståndare Resultat | Motståndare Resultat | Motståndare Resultat   | Motståndare Resultat | Motståndare Resultat | Motståndare Resultat | Placering        |
| --------------------- | ----------------------- | -------------------- | -------------------------- | ------------------------ | -------------------- | -------------------- | ---------------------- | -------------------- | -------------------- | -------------------- | ---------------- |
| Lavrentios Alexanidis | Extra lättvikt (-60 kg) | BYE                  | D'Aquino (AUS) W 1000–0000 | Houkes (NED) L 0000–0001 | Gick inte vidare     | Gick inte vidare     | Will (CAN) L 0010–1001 | Gick inte vidare     | Gick inte vidare     | Gick inte vidare     | Gick inte vidare |
| Tariel Zintiridis     | Halv lättvikt (-66 kg)  | BYE                  | Takata (USA) L 0000–0010   | Gick inte vidare         | Gick inte vidare     | Gick inte vidare     | Gick inte vidare       | Gick inte vidare     | Gick inte vidare     | Gick inte vidare     | Gick inte vidare |
| Ilias Iliadis         | Mellanvikt (-90 kg)     | BYE                  | Huizinga (NED) L 0001–1010 | Gick inte vidare         | Gick inte vidare     | Gick inte vidare     | Gick inte vidare       | Gick inte vidare     | Gick inte vidare     | Gick inte vidare     | Gick inte vidare |

## Kanotsport
Slalom
| Christos Tsakmakis | Herrarnas C-1 slalom | 91.53  | 10 | 86.01  | 5  | 177.54 | 8 Q  | 92.18  | 6 Q | 94.49            | 7                | 186.67           | 7                |
| Maria Ferekidi     | Damernas K-1 slalom  | 108.37 | 13 | 113.60 | 19 | 221.97 | 12 Q | 118.99 | 11  | Gick inte vidare | Gick inte vidare | Gick inte vidare | Gick inte vidare |

Sprint
| Kanotist             | Gren                 | Heat     | Heat      | Semifinal | Semifinal | Final            | Final            |
| Kanotist             | Gren                 | Tid      | Placering | Tid       | Placering | Tid              | Placering        |
| -------------------- | -------------------- | -------- | --------- | --------- | --------- | ---------------- | ---------------- |
| Andreas Kiligkaridis | Herrarnas C-1 500 m  | 1:54.541 | 5 QS      | 1:56.310  | 5         | Gick inte vidare | Gick inte vidare |
| Andreas Kiligkaridis | Herrarnas C-1 1000 m | 4:18.488 | 5 QS      | 4:04.627  | 5         | Gick inte vidare | Gick inte vidare |

## Konstsim
| Idrottare                             | Gren           | Teknisk rutin | Teknisk rutin | Fri rutin (inledande) | Fri rutin (inledande)  | Fri rutin (inledande) | Fri rutin (final) | Fri rutin (final)      | Fri rutin (final) |
| Idrottare                             | Gren           | Poäng         | Placering     | Poäng                 | Totalt (teknisk + fri) | Placering             | Placering         | Totalt (teknisk + fri) | Placering         |
| ------------------------------------- | -------------- | ------------- | ------------- | --------------------- | ---------------------- | --------------------- | ----------------- | ---------------------- | ----------------- |
| Evanthia Makrygianni Despoina Solomou | Damernas duett | 45.834        | 9             | 45.584                | 91.418                 | 10                    | 45.667            | 91.501                 | 10                |

## Rodd
- Huvudartikel: Rodd vid olympiska sommarspelen 2008

Herrar
| Idrottare                             | Gren                    | Heat    | Heat      | Återkval | Återkval  | Kvartsfinal | Kvartsfinal | Semifinal | Semifinal | Final   | Final     | Final |
| Idrottare                             | Gren                    | Tid     | Placering | Tid      | Placering | Tid         | Placering   | Tid       | Placering | Tid     | Placering |       |
| ------------------------------------- | ----------------------- | ------- | --------- | -------- | --------- | ----------- | ----------- | --------- | --------- | ------- | --------- | ----- |
| Ioannis Christou                      | Singelsculler           | 7:29,87 | 3 QF      | i.u.     | i.u.      | 6:58,28     | 3 SA/B      | 7:06,02   | 4 FB      | 7:06,02 | 10        |       |
| Dimitrios Mougios Vasileios Polymeros | Lättvikts-dubbelsculler | 6:16,10 | 2 SA/B    | BYE      | BYE       | i.u.        | i.u.        | 6:24,61   | 1 FA      | 6:11,72 | 2         |       |

Damer
| Chrysi Biskitzi Alexandra Tsiavou | Lättvikts-dubbelsculler | 7:05,95 | 5 R | 7:24,55 | 2 SA/B | 7:11,99 | 3 FA | 7:04,61 | 6 |

## Segling
Herrar
| Seglare                                    | Gren  | Lopp | Lopp | Lopp | Lopp | Lopp | Lopp | Lopp | Lopp | Lopp | Lopp | Lopp | Summerad poäng | Finalplacering |
| Seglare                                    | Gren  | 1    | 2    | 3    | 4    | 5    | 6    | 7    | 8    | 9    | 10   | M*   | Summerad poäng | Finalplacering |
| ------------------------------------------ | ----- | ---- | ---- | ---- | ---- | ---- | ---- | ---- | ---- | ---- | ---- | ---- | -------------- | -------------- |
| Nikolaos Kaklamanakis                      | RS:X  | 10   | 2    | 12   | 11   | 8    | 10   | 5    | 15   | 10   | 7    | OCS  | 97             | 8              |
| Evangelos Cheimonas                        | Laser | 22   | 21   | 9    | 11   | DSQ  | BFD  | 9    | 6    | 8    | CAN  | EL   | 130            | 15             |
| Andreas Kosmatopoulos Andreas Papadopoulos | 470   | 5    | 26   | 11   | 8    | 5    | 5    | 18   | 3    | 20   | 29   | EL   | 101            | 12             |

M = Medaljlopp; EL = Eliminerad – gick inte vidare till medaljloppet;
Damer
| Seglare                                                | Gren         | Lopp | Lopp | Lopp | Lopp | Lopp | Lopp | Lopp | Lopp | Lopp | Lopp | Lopp | Summerad poäng | Finalplacering |
| Seglare                                                | Gren         | 1    | 2    | 3    | 4    | 5    | 6    | 7    | 8    | 9    | 10   | M*   | Summerad poäng | Finalplacering |
| ------------------------------------------------------ | ------------ | ---- | ---- | ---- | ---- | ---- | ---- | ---- | ---- | ---- | ---- | ---- | -------------- | -------------- |
| Athena Frai                                            | RS:X         | 15   | 15   | 16   | 10   | 19   | 5    | 11   | 9    | 15   | 11   | EL   | 107            | 14             |
| Eftychia Mantzaraki                                    | Laser radial | 14   | 18   | 14   | 18   | 16   | 8    | 5    | 22   | 24   | CAN  | EL   | 115            | 18             |
| Sofia Bekatorou Virginia Kravarioti Sofia Papadopoulou | Yngling      | 10   | 12   | 9    | 3    | 2    | OCS  | 3    | 3    | CAN  | CAN  | 6    | 48             | 3              |

M = Medaljlopp; EL = Eliminerad – gick inte vidare till medaljloppet;
Öppen
| Seglare                                    | Gren      | Lopp | Lopp | Lopp | Lopp | Lopp | Lopp | Lopp | Lopp | Lopp | Lopp | Lopp | Summerad poäng | Finalplacering |
| Seglare                                    | Gren      | 1    | 2    | 3    | 4    | 5    | 6    | 7    | 8    | 9    | 10   | M*   | Summerad poäng | Finalplacering |
| ------------------------------------------ | --------- | ---- | ---- | ---- | ---- | ---- | ---- | ---- | ---- | ---- | ---- | ---- | -------------- | -------------- |
| Emilios Papathanasiou                      | Finnjolle | 1    | DNF  | 5    | DNF  | 18   | 15   | DNF  | 8    | CAN  | CAN  | EL   | 101            | 15             |
| Iordanis Paschalidis Konstantinos Trigonis | Tornado   | 2    | 5    | 12   | 7    | 2    | 12   | 4    | 10   | 6    | 13   | DNF  | 82             | 9              |

M = Medaljlopp; EL = Eliminerad – gick inte vidare till medaljloppet;

## Simning
- Huvudartikel: Simning vid olympiska sommarspelen 2008

## Simhopp
Damer
| Idrottare                 | Gren | Kval   | Kval      | Semifinal        | Semifinal        | Final            | Final            |
| Idrottare                 | Gren | Poäng  | Placering | Poäng            | Placering        | Poäng            | Placering        |
| ------------------------- | ---- | ------ | --------- | ---------------- | ---------------- | ---------------- | ---------------- |
| Eftychia Papavasilopoulou | 10 m | 252,00 | 26        | Gick inte vidare | Gick inte vidare | Gick inte vidare | Gick inte vidare |

## Skytte
- Huvudartikel: Skytte vid olympiska sommarspelen 2008

## Taekwondo
| Idrottare             | Gren             | Åttondelsfinaler      | Kvartsfinaler        | Semifinaer               | Återkval             | Bronsmatch           | Final                | Final            |
| Idrottare             | Gren             | Motståndare Resultat  | Motståndare Resultat | Motståndare Resultat     | Motståndare Resultat | Motståndare Resultat | Motståndare Resultat | Placering        |
| --------------------- | ---------------- | --------------------- | -------------------- | ------------------------ | -------------------- | -------------------- | -------------------- | ---------------- |
| Alexandros Nikolaidis | Herrarnas +80 kg | Tjilmanov (KAZ) W 4–3 | Zrouri (MAR) W 5–4   | Chukwumerije (NGR) W 3–2 | Bye                  | Bye                  | Cha D-M (KOR) L 4–5  | 2                |
| Elisavet Mystakidou   | Damernas −67 kg  | Ocasio (PUR) L 0–1    | Gick inte vidare     | Gick inte vidare         | Gick inte vidare     | Gick inte vidare     | Gick inte vidare     | Gick inte vidare |
| Kyriaki Kouvari       | Damernas +67 kg  | Falavigna (BRA) L 1–3 | Gick inte vidare     | Gick inte vidare         | Gick inte vidare     | Gick inte vidare     | Gick inte vidare     | Gick inte vidare |

## Tennis
| Spelare                         | Gren      | Omgång 1                 | Omgång 2                              | Åttondelsfinaler  | Kvartsfinaler     | Semifinaler       | Final / BM        | Final / BM       |
| Spelare                         | Gren      | Motståndare Poäng        | Motståndare Poäng                     | Motståndare Poäng | Motståndare Poäng | Motståndare Poäng | Motståndare Poäng | Placering        |
| ------------------------------- | --------- | ------------------------ | ------------------------------------- | ----------------- | ----------------- | ----------------- | ----------------- | ---------------- |
| Eleni Daniilidou                | Damsingel | Razzano (FRA) L 3–6, 3–6 | Gick inte vidare                      | Gick inte vidare  | Gick inte vidare  | Gick inte vidare  | Gick inte vidare  | Gick inte vidare |
| Eleni Daniilidou Anna Gerasimou | Damdubbel | i.u.                     | Gagliardi / Schnyder (SUI) L 0–6, 4–6 | Gick inte vidare  | Gick inte vidare  | Gick inte vidare  | Gick inte vidare  | Gick inte vidare |

## Triathlon
| Triathlet    | Gren               | Simning (1,5 km) | Trans 1 | Cykling (40 km) | Trans 2 | Löpning (10 km) | Total tid | Placering |        |
| ------------ | ------------------ | ---------------- | ------- | --------------- | ------- | --------------- | --------- | --------- | ------ |
| Deniz Dimaki | Damernas triathlon | 21:36            | Varvad  | Varvad          | Varvad  | Varvad          | Varvad    | Varvad    | Varvad |

## Tyngdlyftning
- Huvudartikel: Tyngdlyftning vid olympiska sommarspelen 2008

## Vattenpolo
- Huvudartikel: Vattenpolo vid olympiska sommarspelen 2008

## Volleyboll
- Huvudartikel: Volleyboll vid olympiska sommarspelen 2008